# Déforestation aux États-Unis

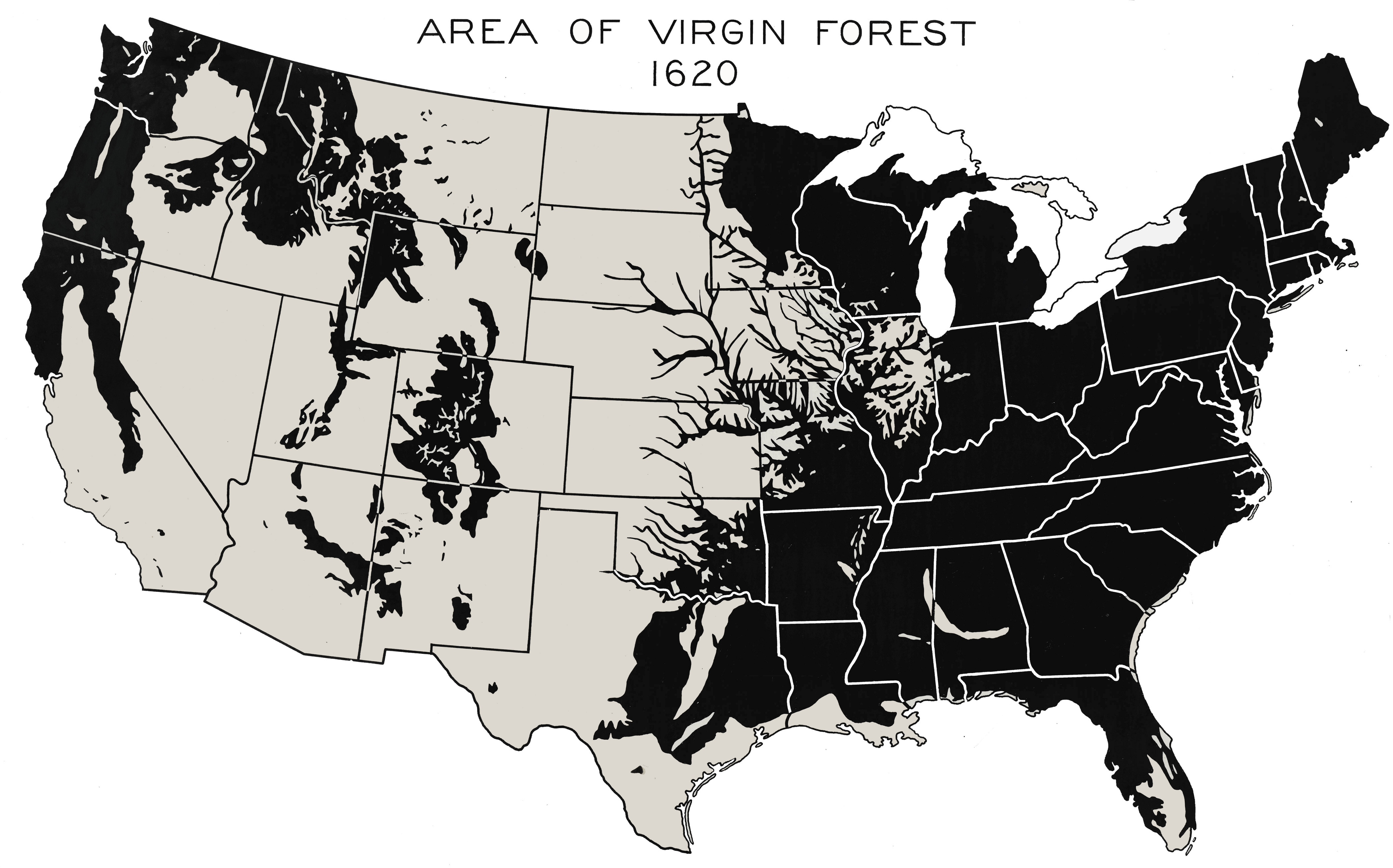
Forêt vierge aux États-Unis en 1620

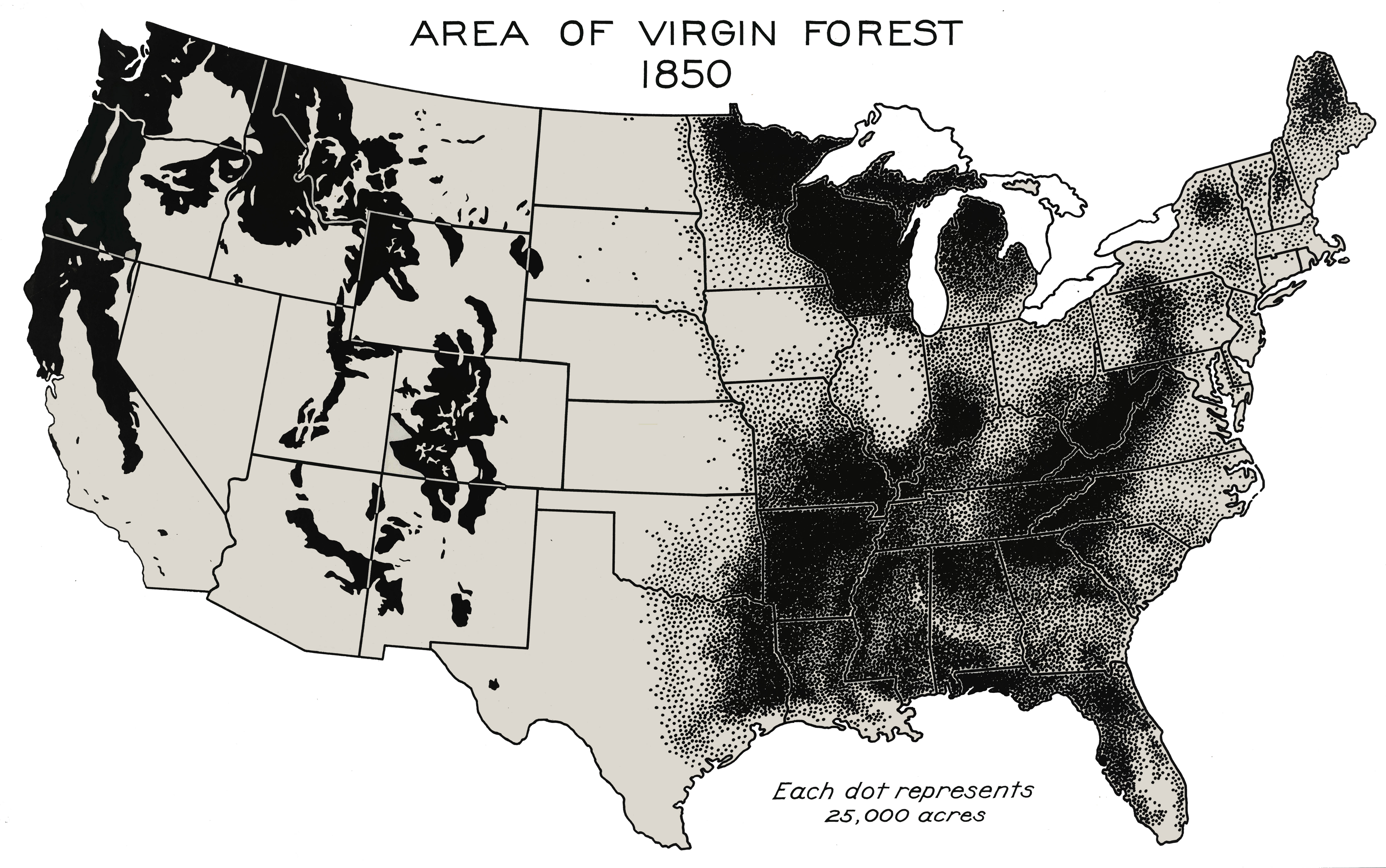
Forêt vierge vers 1850

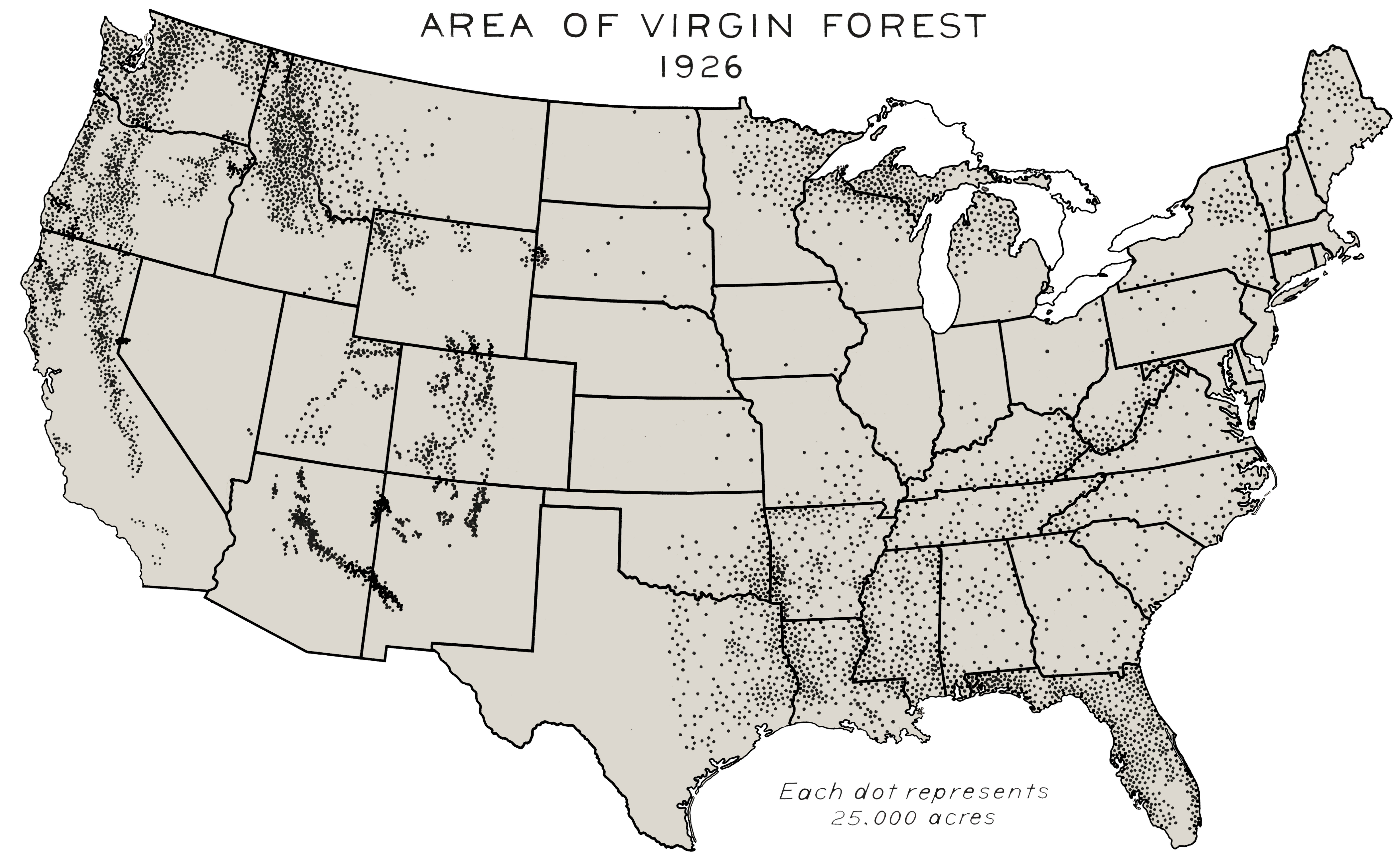
État de la forêt en 1926

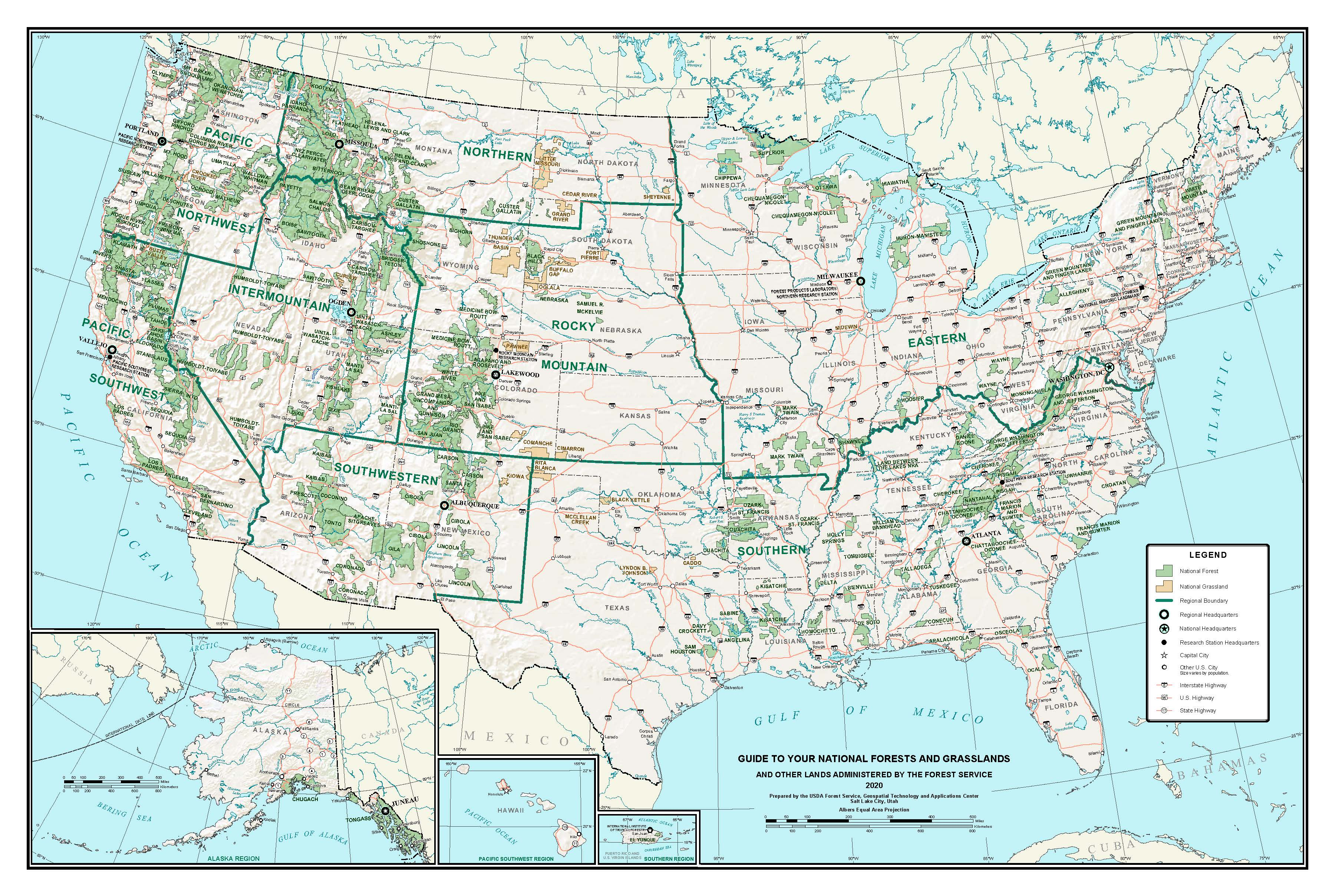
Forêts nationales en 2012

La déforestation aux États-Unis commence de façon significative avec l'arrivée des colons européens. Avant leur arrivée, environ la moitié du territoire était couvert de forêts, soit environ 4 140 000 km2 (estimation en 1620). L'essentiel de la déforestation a eu lieu avant 1910. Le minimum a été atteint vers 1920, et la surface des forêts est restée stable ensuite au XXe siècle.

## Colonisation européenne
Avant l'arrivée des européens, la forêt était quasiment continue entre la côte Est et le Mississippi, et occupait 423 millions d'ha soit environ 46% du territoire de l'époque.
Durant les 300 années de la colonisation européenne, les forêts ont été coupées, principalement pour les besoins de l'agriculture, à une vitesse correspondant à l'accroissement de la population. Pour chaque personne supplémentaire, un ou deux hectare de terrain supplémentaire était mis en culture, et cette tendance s'est prolongée jusqu'en 1920. Il y a eu par la suite une augmentation des forêts jusqu'en 1963, puis une reprise de la déforestation avec l'augmentation de l'urbanisation.

## Problématiques multiples
La déforestation aux États-Unis est affectée par plusieurs facteurs. L'un d'eux est l'impact de l'industrie du bois, dont la régulation fait l'objet de débats concernant ses effets positifs ou négatifs. Cette industrie concerne les entreprises engagées dans au moins une des activités suivantes : l'abattage des arbres, leur transport, et la production de copeaux de bois. Les États-Unis sont le second producteur et consommateur de produits de la forêt. Un des problèmes principaux est l'importance des incendies de forêts qui sont récurrents et ont conduit à la perte de très importantes surfaces forestières depuis de nombreuses années. Les autres causes sont les pluies acides, la pollution, l'urbanisation et l'industrialisation.
Parmi les conséquences de la déforestation on constate la modification du climat et l'extinction de nombreuses espèces animales, dont principalement des oiseaux.

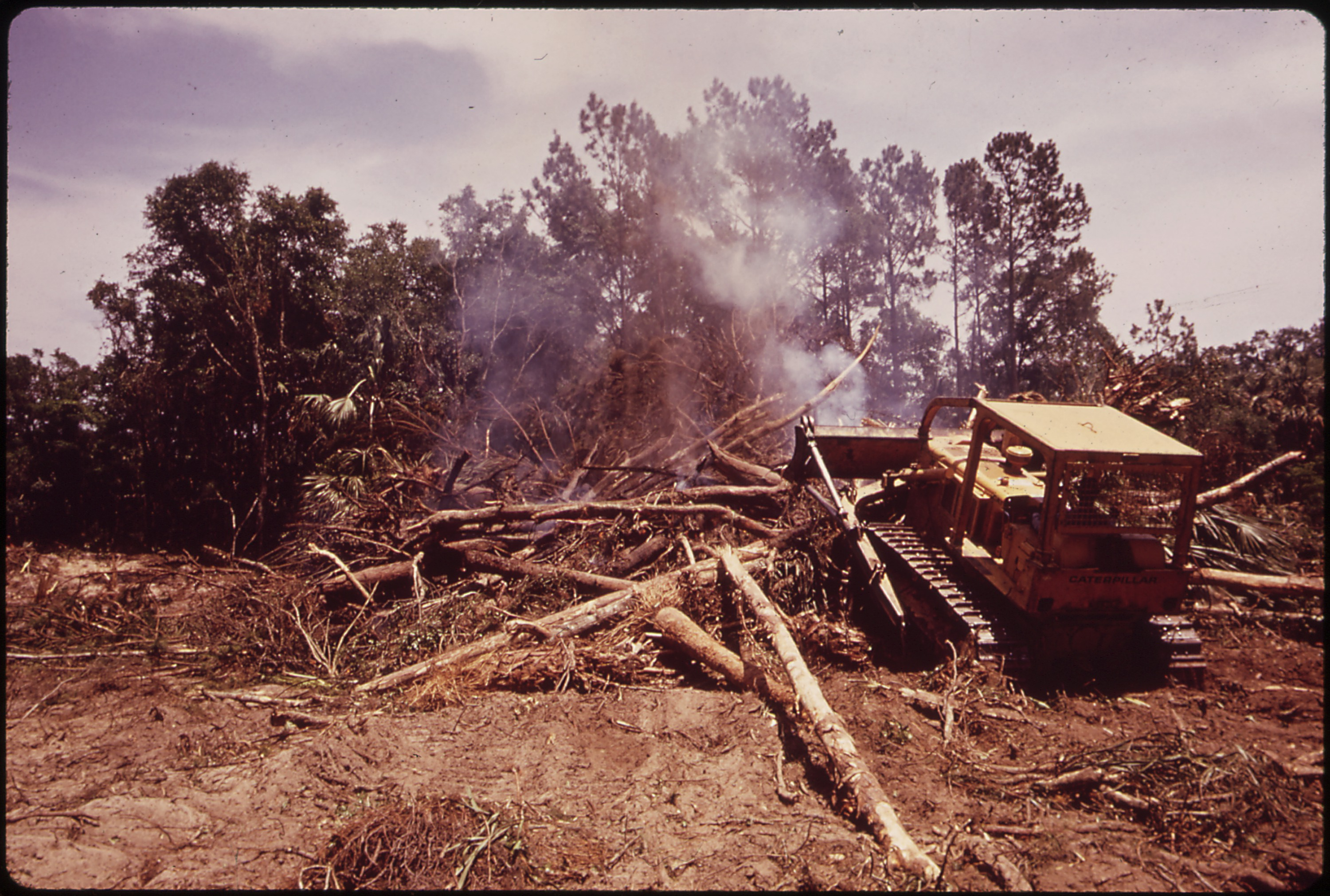
Destruction d'une forêt au bulldozer pour la création d'un terrain de golf en Caroline du Sud (1973)